# Socialismo religioso
El socialismo religioso es un tipo de socialismo basado en valores religiosos. Los miembros de varias religiones importantes han descubierto que sus creencias sobre la sociedad humana encajan con los principios e ideas socialistas. Como resultado, se han desarrollado movimientos socialistas religiosos dentro de estas religiones. Esos movimientos incluyen el socialismo budista, el socialismo cristiano, el socialismo islámico y el socialismo judío.
Según la visión socialista, los individuos no viven ni trabajan aislados sino que viven en cooperación unos con otros. Además, todo lo que la gente produce es en cierto sentido un producto social, y todo aquel que contribuye a la producción de un bien tiene derecho a una parte del mismo. La sociedad en su conjunto, por lo tanto, debería poseer o al menos controlar la propiedad de los medios de producción para el beneficio de todos sus miembros. [...] Las primeras comunidades cristianas también practicaban el intercambio de bienes y trabajo, una forma simples de socialismo seguida posteriormente en ciertas formas de monacato. Varias órdenes monásticas continúan estas prácticas hoy en día".
Las enseñanzas de Jesús se describen frecuentemente como socialistas, especialmente por los socialistas cristianos. Hechos 4:35 registra que en la iglesia primitiva en Jerusalén, "nadie decía ser suyo propio nada de lo que poseía", aunque el patrón desaparecería más tarde de la historia de la iglesia, excepto dentro del monacato.
El socialismo cristiano fue uno de los hilos fundadores del Partido Laborista Británico y se afirma que comenzó con la Rebelión de Wat Tyler y John Ball en el siglo XIV.
Abu Dharr al-Ghifari, compañero de Mahoma, es considerado por varios autores como un antecedente principal del socialismo islámico.    
Los huteritas creían en la estricta adherencia a los principios bíblicos y a la disciplina de la iglesia, y practicaban una forma religiosa de comunismo. En palabras de los historiadores Rod Janzen y Max Stanton , los huteritas "establecieron en sus comunidades un riguroso sistema de Ordnungen, que eran códigos de reglas y regulaciones que gobernaban todos los aspectos de la vida y aseguraban una perspectiva unificada. Como sistema económico, el comunismo cristiano era atractivo para muchos de los campesinos que apoyaron la revolución social en la Europa central del siglo XVI", como la Guerra de los Campesinos Alemanes, y "Friedrich Engels llegó a ver a los anabaptistas como protocomunistas".
Este tipo de socialismo posee discrepancias con otros tipos de socialismo, ya que muchos Gobiernos socialistas han proclamado el ateísmo de Estado e incluso practicado la persecución a los creyentes, así como también que grandes filósofos dentro del socialismo, como el propio Karl Marx, eran ateos. Sin embargo, existen fusiones de ideas religiosas con el pensamiento marxista (como la teología de la liberación), al igual que aquellas inspiradas en corrientes socialistas no marxistas.

## Descripción general
El socialismo religioso fue la forma temprana del socialismo y del comunismo premarxista. En la Europa cristiana, se creía que los comunistas habían adoptado el ateísmo. En la Inglaterra protestante, el comunismo estaba demasiado cerca del rito de comunión católico romano; por lo tanto, socialista era el término preferido.
En 1888, Friedrich Engels argumentó que, en 1848, cuando se publicó el Manifiesto del Partido Comunista, el socialismo era respetable en Europa mientras que el comunismo no lo era. Los owenistas en Inglaterra y los fourieristas en Francia eran considerados socialistas respetables, mientras que los movimientos de la clase trabajadora que "proclamaban la necesidad de un cambio social total" se autodenominaban comunistas. Esta rama del socialismo produjo la obra comunista de Étienne Cabet en Francia y Wilhelm Weitling en Alemania.
Algunos ven a la Iglesia cristiana primitiva, como se describe en los Hechos de los Apóstoles, como una forma temprana de comunismo y socialismo religioso. La opinión es que el comunismo era solo el cristianismo en la práctica, y Jesús fue el primer comunista.
Este vínculo fue resaltado en uno de los primeros escritos de Karl Marx, que afirmó que "[s]i Cristo es el intermediario a quien el hombre descarga toda su divinidad, todos sus vínculos religiosos, así el Estado es el mediador al que transfiere toda su impiedad, toda su libertad humana".
Además, Thomas Müntzer lideró un importante movimiento comunista anabaptista durante la Guerra Campesina Alemana que Engels analizó en Las guerras campesinas en Alemania. El ethos marxista que apunta a la unidad refleja la enseñanza universalista cristiana de que la humanidad es una y que solo hay un dios que no discrimina entre las personas. El comunismo premarxista también estuvo presente en los intentos de establecer sociedades comunistas como las realizadas por los esenios y la secta del desierto de Judea.  
En el siglo XVI, el escritor inglés Tomás Moro, venerado en la Iglesia Católica como Santo Tomás Moro, retrató una sociedad basada en la propiedad común en su tratado Utopía, cuyos líderes la administraban a través de la razón. Varias agrupaciones en la Revolución Inglesa apoyaron esta idea, especialmente los Cavadores (Diggers), que defendían claros ideales comunistas pero agrarios.   Sin embargo, la actitud de Oliver Cromwell y los Grandes hacia estos grupos fue, en el mejor de los casos, ambivalente y a menudo hostil.
En siglo XVIII, la crítica de la idea de la propiedad privada de medios de producción tuvo sus partidarios durante la Era de la Ilustración, a través de pensadores como el profundamente religioso Jean-Jacques Rousseau. Criado como calvinista, Rousseau fue influenciado por el movimiento jansenista dentro de la Iglesia Católica Romana. El movimiento jansenista se originó a partir de los obispos católicos romanos más ortodoxos que intentaron reformar la Iglesia Católica Romana en el siglo XVII para detener la secularización y el protestantismo. Uno de los principales objetivos jansenistas era la democratización para detener la corrupción aristocrática en la cima de la jerarquía de la Iglesia.
En China, en el siglo XIX, los participantes de la Rebelión Taiping (1850-1864) que fundaron el "Reino Celestial Taiping", un reino teocrático sincrético cristiano - shenico, son vistos por el Partido Comunista Chino como protocomunistas.

## Algunos tipos de socialismo religioso

### Socialismo cristiano

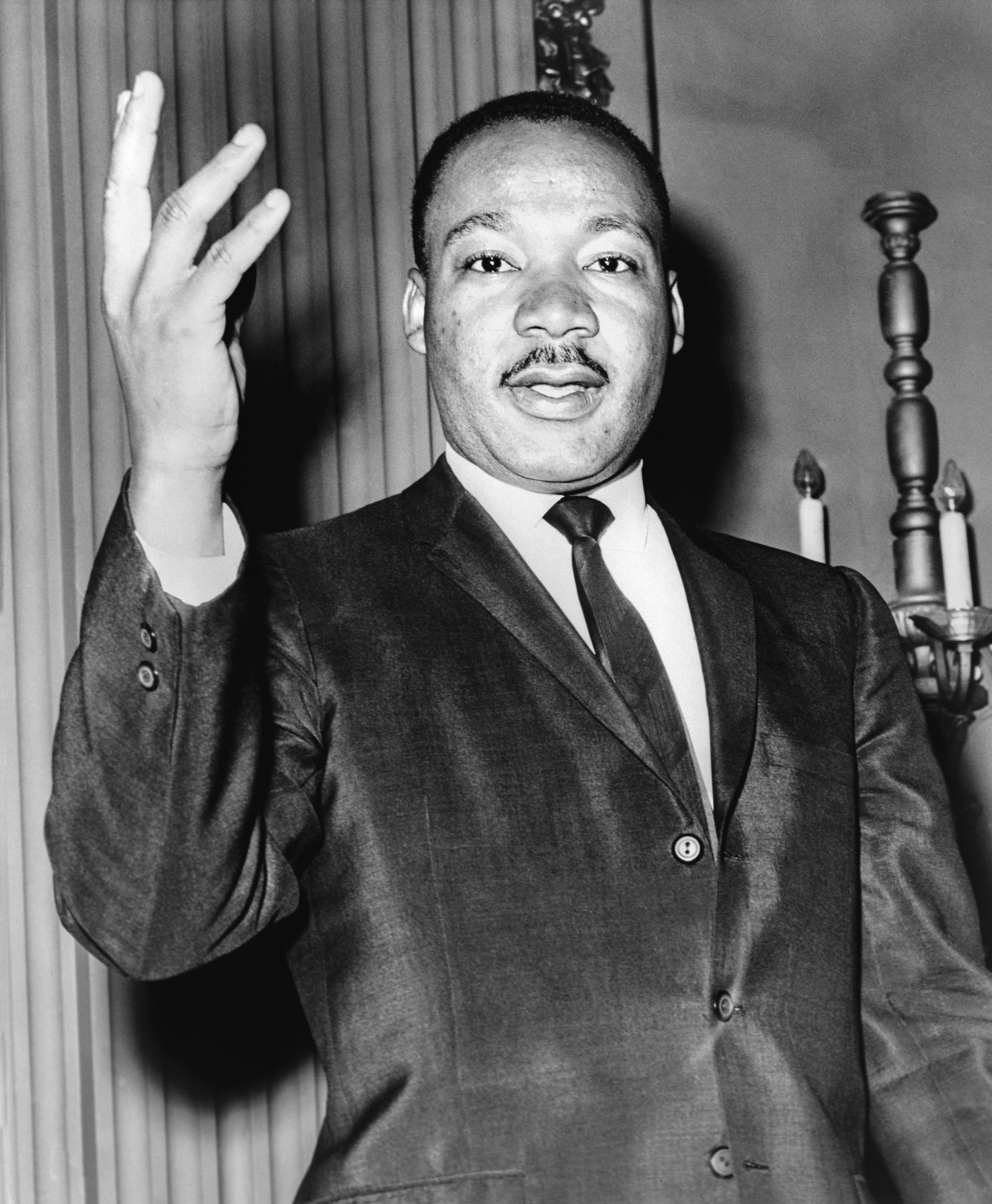
Martin Luther King, más conocido como cristiano socialista que como socialista cristiano.

El socialismo cristiano es una de las posturas más fuertes dentro de este grupo.
Históricamente, el cristianismo ha dado pie a diversas ideologías políticas (anarquismo cristiano, democracia cristiana, distributismo, fascismo cristiano, entre otras) gracias principalmente a la importante relevancia de la Iglesia católica en el plano internacional, así que no es raro encontrar socialistas y comunistas católicos.
Hay quienes dicen que el socialismo cristiano se remonta a la época de Jesús, dado que este predicaba y practicaba la igualdad entre personas. Quienes siguen esta interpretación prefieren remontarse a las enseñanzas del cristianismo más primitivo, a veces renegando el rol de la Iglesia en etapas como la Edad Media (Donde su mensaje difería bastante con el mensaje de Jesús de Nazareth) e incluso negando su rol hoy en día. Claro ejemplo de esto es el escritor ruso León Tolstói.
También hay socialistas cristianos que son parte de Iglesias protestantes. Algunos protestantes culpan a la Iglesia Católica de corromper el mensaje original de Jesús, lo que sucede incluso dentro de la misma comunidad católica. Uno de los cristiano-protestantes socialistas más célebres es el baptista estadounidense Martin Luther King.
Algunos individuos y grupos, pasados y presentes, se definen como cristianos y socialistas, como Frederick Maurice, autor de El Reino de Cristo (1838).
El distributismo es una filosofía económica formulada por pensadores católicos como G. K. Chesterton e Hilaire Belloc para aplicar los principios de justicia social articulados por la Iglesia Católica Romana, especialmente en la Encíclica Rerum Novarum del Papa León XIII.
Varios partidos clericales católicos se han referido a sí mismos como socialcristianos en diversas ocasiones. Dos ejemplos son el Partido Socialcristiano (Austria), que estuvo activo hasta 1934 y era liderado por Karl Lueger y la actual Unión Social Cristiana en Baviera. No obstante, estos partidos nunca han apoyado políticas socialistas y siempre se han posicionado del lado conservador de la democracia cristiana.
Otro ejemplo es el Movimiento Socialista Cristiano, afiliado al Partido Laborista Británico. 
En 2007, Hugo Chávez, entonces presidente de Venezuela, dijo que Jesús era socialista.

### Socialismo budista
El socialismo budista es un término usado para referirse a algún tipo de corriente socialista inspirada esencialmente en las enseñanzas de Sidarta Gautama (Buda), fundador del budismo.
Tanto el budismo como el socialismo buscan poner fin al sufrimiento analizando sus condiciones y eliminando sus causas principales a través de la praxis. Ambos también buscan proporcionar una transformación de la conciencia personal (respectivamente, espiritual y política) para poner fin a la alienación y el egoísmo humanos. Las personas descritas como socialistas budistas incluyen a Buddhadasa Bhikkhu, B.R. Ambedkar, Solomon Bandaranaike, Han Yong-un, Girō Senoo, U Nu, Uchiyama Gudō  y Norodom Sihanouk. 
Bhikkhu Buddhadasa acuñó la frase "socialismo dhámico". Creía que el socialismo es un estado natural, lo que significa que todas las cosas existen juntas en un sistema.
Han Yong-un sentía que la igualdad era uno de los principios fundamentales del budismo. En una entrevista publicada en 1931, Yong-un habló de su deseo de explorar el socialismo budista: "Recientemente estoy planeando escribir sobre el socialismo budista. Así como existe el socialismo cristiano como un sistema de ideas en el cristianismo, también debe haber socialismo budista en el budismo".
Tenzin Gyatso, el decimocuarto dalái lama del Tíbet, afirmó que "de todas las teorías económicas modernas, el sistema económico del marxismo se basa en principios morales, mientras que el capitalismo sólo se preocupa por la ganancia y la rentabilidad.[...] El fracaso del régimen de la ex Unión Soviética no fue, para mí, el fracaso del marxismo sino el fracaso del totalitarismo. Por esta razón todavía me considero mitad marxista, mitad budista".

### Socialismo islámico
El socialismo islámico se refiere a toda una variedad de formas de socialismo inspiradas en el islam. Entre ellas se encuentra la tercera teoría universal de Muamar Gadafi, formas de anarcosocialismo islámico, síntesis entre marxismo e islam, entre otros.
El socialismo islámico incorpora principios islámicos al socialismo. Como término, fue acuñado por varios líderes musulmanes para describir una forma más espiritual de socialismo. Los académicos han destacado las similitudes entre el sistema económico islámico y la teoría socialista, ya que el socialismo y el islam están en contra de los ingresos no ganados.
Los socialistas musulmanes creen que las enseñanzas del Corán y Mahoma, especialmente el zakat, son compatibles con los principios del socialismo. Se inspiran en el temprano estado de bienestar de Medina establecido por Mahoma. Los socialistas musulmanes apoyan el antiimperialismo. Los líderes socialistas musulmanes creen en la derivación de la legitimidad del público.
El socialismo islámico fue la ideología política de Muammar al-Gaddafi de Libia, del expresidente iraquí Ahmed Hasán al Bakr, del expresidente sirio Háfez al-Ásad y de Zulfikar Ali Bhutto (1928-1979), el antigo líder paquistaní del Partido Popular de Pakistán.
El Libro Verde, escrito por Gadafi, consta de tres partes, a saber: "La solución del problema de la democracia: 'La autoridad del pueblo'", "La solución del problema económico: 'El socialismo'" y "La base social de la tercera teoría universal". El libro es polémico porque rechaza por completo las concepciones modernas de la democracia liberal y alienta la institución de una forma de democracia directa basada en comités populares. Los críticos acusaban a Gadafi de utilizar estos comités, en la práctica, como herramientas de represión política autocrática.

### Socialismo judío

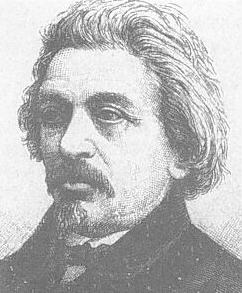
Moses Hess, filósofo precursor de lo que luego sería el sionismo socialista.

La izquierda judía está formada por judíos que se identifican con causas de izquierda o liberales, o las apoyan conscientemente como judíos, ya sea como individuos o a través de organizaciones, aunque no hay una sola organización o movimiento que constituya la izquierda judía. Los judíos han sido fuerzas importantes en la historia del movimiento obrero, el movimiento de las casas de asentamiento, el movimiento por los derechos de las mujeres, el trabajo antirracista y anticolonialista y las organizaciones antifascistas y anticapitalistas de muchas formas en Europa, Estados Unidos, Argelia, Irak, Etiopía y el actual Israel.   
Los judíos tienen una rica historia de participación en el anarquismo, el socialismo, el marxismo y el liberalismo occidental. Aunque la expresión "de izquierda" cubre una variedad de políticas, muchas figuras conocidas "de izquierda" han sido judíos que nacieron en familias judías y tienen diversos grados de conexión con las comunidades judías, la cultura judía, la tradición judía o la religión judía en sus muchas variantes.
El sionismo obrero o sionismo socialista hebreo: צִיּוֹנוּת סוֹצְיָאלִיסְטִית, translit. "Tziyonut sotzyalistit"; hebreo: תְּנוּעָת הָעַבוֹדָה, translit.: "Tnu'at ha'avoda", es decir, El movimiento obrero) es el ala izquierda del movimiento sionista. Fue la tendencia más significativa entre los sionistas y las organizaciones sionistas. Se veía a sí mismo como el sector sionista de los movimientos obreros judíos históricos de Europa central y oriental, y eventualmente desarrolló unidades locales en la mayoría de los países con poblaciones judías considerables.
A diferencia de la tendencia "sionista política" fundada por Theodor Herzl y defendida por Jaim Weizmann, los sionistas laboristas no creían que un estado judío se crearía simplemente apelando a la comunidad internacional o a una nación poderosa como Gran Bretaña, Alemania o el Imperio Otomano. En cambio, los sionistas laboristas creían que un estado judío solo podría crearse mediante los esfuerzos de la clase obrera judía que se estableciera en la Tierra de Israel y construyera un estado mediante la creación de una sociedad judía progresista con kibutz y Moshav rurales y un proletariado judío urbano.
El sionismo laborista creció en tamaño e influencia y eclipsó al "sionismo político" en la década de 1930 a nivel internacional y dentro del Mandato Británico de Palestina, donde los sionistas laboristas predominaban entre muchas de las instituciones de la comunidad judía (Yishuv) anterior a la independencia. En particular, se destacaba la federación sindical conocida como Histadrut.
La Haganá, la fuerza de defensa paramilitar sionista más grande, era una institución sionista laborista y se utilizó en ocasiones (como durante la "temporada de caza") contra oponentes políticos de derecha o para ayudar a la administración británica a capturar militantes judíos rivales. Los sionistas laboristas desempeñaron un papel destacado en la guerra árabe-israelí de 1948, y los sionistas laboristas predominaron entre el liderazgo de la Fuerza de Defensa de Israel durante décadas después de la formación del estado de Israel en 1948.
Entre los teóricos destacados del movimiento sionista laborista se encontraban: Moses Hess, Nachman Syrkin, Dov Ber Borojov y Aaron David Gordon, y entre las figuras principales del movimiento se encontraban: David Ben-Gurion, Golda Meir y Berl Katznelson.